# 浩良河站
浩良河站，位于中华人民共和国黑龙江省伊春市南岔县浩良河镇，是绥佳铁路上的火车站，建于1938年，由哈尔滨局集团管辖。

## 歷史
- 建于1938年。

## 車站周邊
- 中国邮政储蓄银行市场营业所
- 浩良河镇人民政府
- 中国农业银行浩良河支行
- 中国电信浩良河镇营业厅
- 中国联通中心营业厅
- 中国邮政储蓄银行浩良河镇营业所
- 浩良河小学

## 外部連結
- 中国铁路客户服务中心 （页面存档备份，存于）